# Rete tranviaria di Besançon
La rete tranviaria di Besançon è la rete tranviaria che serve la città francese di Besançon. È composta da due linee.